# La dona del riu
La dona del riu (títol original en italià: La donna del fiume) és una pel·lícula italiana de 1954, dirigida per Mario Soldati. Ha estat doblada al català.

## Argument[2]
Gino Lodi, un contrabandista, és el "Don Juan " del poble de Comacchio, a la vall del Po. Només una jove, Nives, se li resisteix, però com un joc, aconsegueix seduir-la. Nives s'enamora de Gino i es troba embarassada, però abandonada. Va, per venjança, a denunciar aquest seductor al carabinier Enzo Centi. Aquest sembla a punt per casar-se amb Nives... Després Gino, que va anar a la presó perquè ella el va denunciar, aconsegueix escapar, i va a buscar-la per venjar-se.

## Repartiment
- Sophia Loren: Nives Mongolini
- Gérard Oury: Enzo Cinti
- Lise Bourdin: Tosca
- Rik Battaglia: Gino Lodi
- Enrico Olivieri: Oscar